# Мар'ян Потоцький
Мар'ян Потоцький гербу Срібна Пилява — польський шляхтич, каштелян любачівський у 1758-1761 роках, маршалок галицький Радомської та Барської конфедерацій, староста грабовецький і черкаський.

## Життєпис
Син Єжи Потоцького, брат коронного чашника Евстахія Потоцького, онук Фелікса Казімежа Потоцького.
Посол від Белзького воєводства на Сейм 1748 р.
23 жовтня 1767 р. став учасником «Сейму Рєпніна», який виник під тиском російського посла Миколи Рєпніна, скликаного для того, щоб визначити систему устрою Речі Посполитої.
Одружився в 1749 р. з Анною, дочкою великого коронного канцлера Яна Малаховського.